# Carmelo Anthony
Carmelo Kyam Anthony (New York, 29 maggio 1984) è un ex cestista statunitense, professionista nella NBA.
È considerato uno dei migliori cestisti della sua generazione e uno dei migliori attaccanti della storia, è 10º nella classifica dei migliori marcatori NBA ed è stato inserito dalla lega nella lista dei migliori 75 cestisti di tutti i tempi. Con la Nazionale statunitense, di cui è il secondo miglior realizzatore, ha partecipato a quattro Olimpiadi, vincendo la medaglia di bronzo nel 2004 alle Olimpiadi di Atene e la medaglia d'oro ai Giochi di Pechino 2008, ai Giochi di Londra 2012 e ai Giochi di Rio de Janeiro 2016. Ciò lo rende il cestista più medagliato della storia.
È uno dei soli quattro giocatori, insieme a Kareem Abdul-Jabbar, Lebron James e Elvin Hayes, ad aver segnato almeno 10.000 punti con due franchigie differenti.
Soprannominato The King of New York, detiene il record di punti segnati (62) al Madison Square Garden e in generale il record di punti segnati per un giocatore dei Knicks in una singola partita.

## Biografia
È soprannominato Melo. Nato a Brooklyn da Carmelo Iriarte e Mary Anthony, a 8 anni si è spostato con i genitori a Baltimora. Suo padre è nato a Manhattan da genitori portoricani di origini venezuelane, africane e spagnole, mentre sua madre è afroamericana. Il papà di Anthony è morto di cancro quando Melo aveva due anni. Ha due fratelli di nome Robert e Wilford, oltre che una sorella di nome Michelle (morta nel 2010), e una sorellastra di nome Daphne.
Nel 2010 si è sposato con Alani "La La" Vazquez, con cui si era fidanzato nel 2004 e da cui ha avuto un figlio di nome Kiyan nel 2007.

## Caratteristiche tecniche
Di ruolo ala piccola, può essere adattato a giocare da ala grande. Noto per lo stile di gioco elegante e talentuoso, ha iniziato la carriera giocando come penetratore dal palleggio ed è in seguito diventato un grande finalizzatore, in particolare in post e in isolamento, oltre che tirando dalla media distanza e da 3 punti, tanto da essere considerato uno dei migliori realizzatori di tutti i tempi e uno dei giocatori più decisivi al tiro nei minuti finali di una partita (clutch, nel gergo cestistico). Nonostante l'eccellente tecnica individuale e l'intelligenza cestistica lo portino ad avere ottime mani da passatore, ha sempre prediletto l'attacco in isolamento e l'1 vs 1, evidenziando dei limiti negli aspetti corali del gioco. Nella seconda metà della carriera ha inoltre mostrato un assoluto disinteresse verso la fase difensiva.

## Carriera

### Syracuse e il draft
Dopo avere frequentato la Oak Hill Academy, Anthony si iscrisse all'Università di Syracuse. A Syracuse disputò una sola stagione che è considerata una delle migliori nella storia del basket: nel 2003, infatti, riesce a vincere il titolo NCAA, quello di miglior giocatore delle finali ed altri prestigiosi premi personali. Di media ha tenuto 22,2 punti. Questa stagione permette a Anthony, sebbene non fosse ancora in NBA, di raggiungere una popolarità insolita per un non professionista, meritandosi anche la copertina del giornale sportivo Sports Illustrated.
Anthony viene selezionato al draft NBA dello stesso anno dai Denver Nuggets con la terza scelta assoluta: lo precedono soltanto LeBron James e, inaspettatamente, Darko Miličić; precede comunque future stelle quali Chris Bosh e Dwyane Wade.

### Denver Nuggets (2003-2011)
La prima stagione in NBA di Anthony è folgorante: diventa il leader della squadra riuscendo a qualificarla per i play-off e le sue cifre (21 punti, 6,1 rimbalzi e 2,8 assist a partita) lo consacrano nuova stella del panorama NBA. A fine anno arriva secondo al premio di miglior rookie dell'anno, dietro a LeBron James.
Durante la sua seconda stagione in NBA delude in parte le aspettative, ma dimostra di saper mantenere statistiche elevate (20,8 punti di media) anche in una stagione relativamente difficile, portando inoltre i Denver Nuggets per il secondo anno di fila ai play-off.
La stagione 2005-06 è quella della consacrazione: in ottanta gare tiene una media di 26,5 punti, 4,9 rimbalzi e 2,7 assist, ma risulta poco convincente dal punto di vista della squadra. I Nuggets arrivano di nuovo ai playoff e vengono eliminati ancora una volta in modo non proprio dignitoso per 4-1 dai Los Angeles Clippers.
Nel 2006-07 si conferma un gran marcatore (28,9 punti a partita) ma viene squalificato per quindici turni in seguito alla rissa nella partita contro i New York Knicks di metà dicembre, che gli è quasi costata la convocazione per l'All-Star Game: viene ripescato per l'evento, insieme a Josh Howard, solo in seguito agli infortuni di Yao Ming e Carlos Boozer.

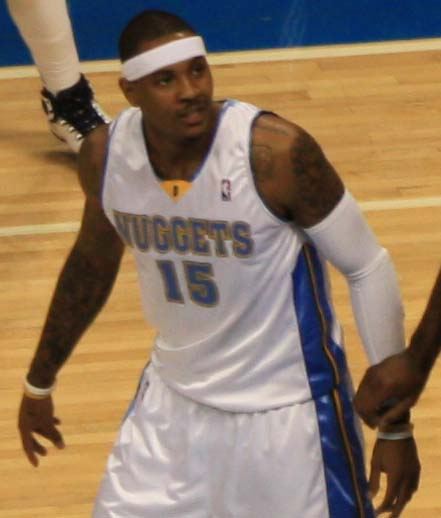
Anthony nel 2009

Nella stagione 2007-08 ancora una volta si è dimostrato uno dei più prolifici giocatori della NBA, viaggiando ad una media di 25,7 punti a partita a cui si aggiungono 7,4 rimbalzi e 3,4 assist.
Il 10 dicembre 2008, nella gara vinta dai Denver Nuggets per 116-105 sui Minnesota Timberwolves, Anthony eguaglia il record di punti realizzati in un solo quarto mettendone a segno ben 33 nel terzo; conclude la gara con 45 punti, 11 rimbalzi, 3 assist e 4 palle rubate. In precedenza solo a George Gervin era riuscita questa impresa (il 9 aprile 1978, 33 punti nel secondo quarto della partita tra San Antonio Spurs e New Orleans Jazz).
La stagione 2008-09 è la migliore dal punto di vista dei risultati per i Nuggets; le pepite arrivano infatti alla finale di Conference dove devono cedere 4-2 ai Lakers futuri campioni NBA. Anthony disputa dei playoff di altissimo livello terminando con 27,2 punti, 5,8 rimbalzi e 4,1 assist di media nella post-season.
Nelle prime due partite di apertura della stagione 2009-10 Anthony totalizza 71 punti, segnandone 30 alla prima e 41 la sera dopo, rispettivamente nelle vittorie contro gli Utah Jazz e i Portland Trail Blazers. Con tale performance, Anthony diventa uno dei cinque giocatori nella storia dei Nuggets ad aver segnato 60 o più punti nelle prime due gare della stagione; tra gli altri ci sono Alex English (il quale ci è riuscito due volte, nel 1985 con 79 punti e nel 1988 con 74), Mahmoud Abdul-Rauf (anch'esso due volte, nel 1992 con 64 punti e nel 1995 con 62), David Thompson nel 1980 con 60 punti e infine Nick Van Exel nel 2001 con 71 punti.

Il 28 novembre 2009, nella gara vinta dai Denver Nuggets per 128-125 sui New York Knicks, Anthony fa registrare il suo career-high di punti (50) e nella partita contro i Cleveland Cavaliers di Lebron James del 18 febbraio segna 40 punti e realizza il punto della vittoria a pochi secondi dalla fine. Chiude la sua settima stagione NBA con 28,2 punti e 6,6 rimbalzi, venendo inserito per la prima volta nell'All-NBA Second Team. Nonostante i 30 punti di media segnati da Anthony nei playoff, Denver chiude la sua post-season perdendo 4-2 la serie contro gli Utah Jazz.

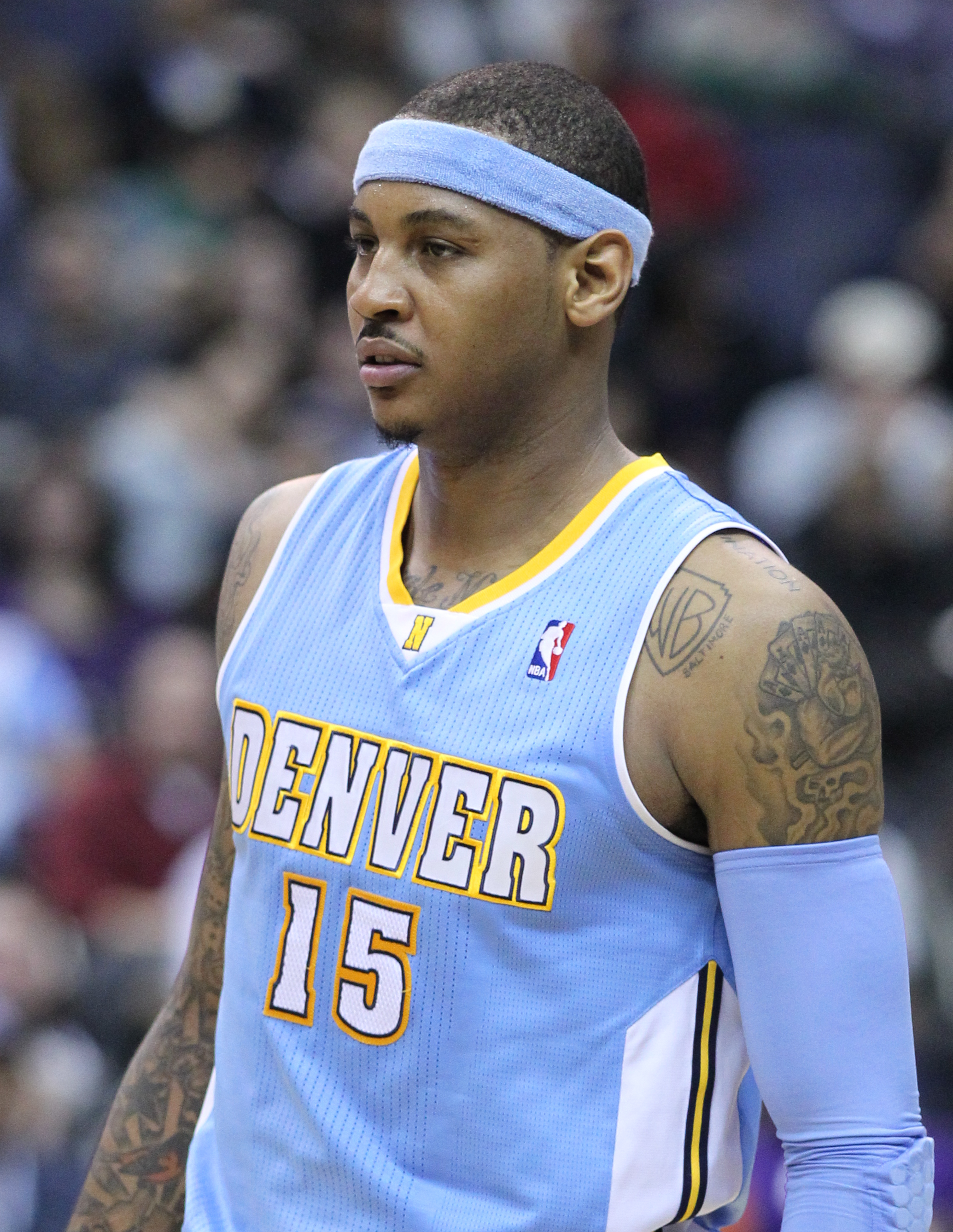
Anthony nel 2011

Nel corso del biennio 2009-10 Anthony mostra di non voler proseguire la carriera in Colorado, rifiutando la ricchissima estensione del suo contratto coi Nuggets, dichiarando che i New York Knicks erano la sua meta preferita. Essendo in scadenza di contratto nell'estate 2011 la franchigia di Denver decide quindi di scambiare Anthony per evitare di perderlo come free agent al termine della stagione.

### Giocatore franchigia a New York (2011-2017)

#### 2011-2013: i play-off e le eliminazioni precoci

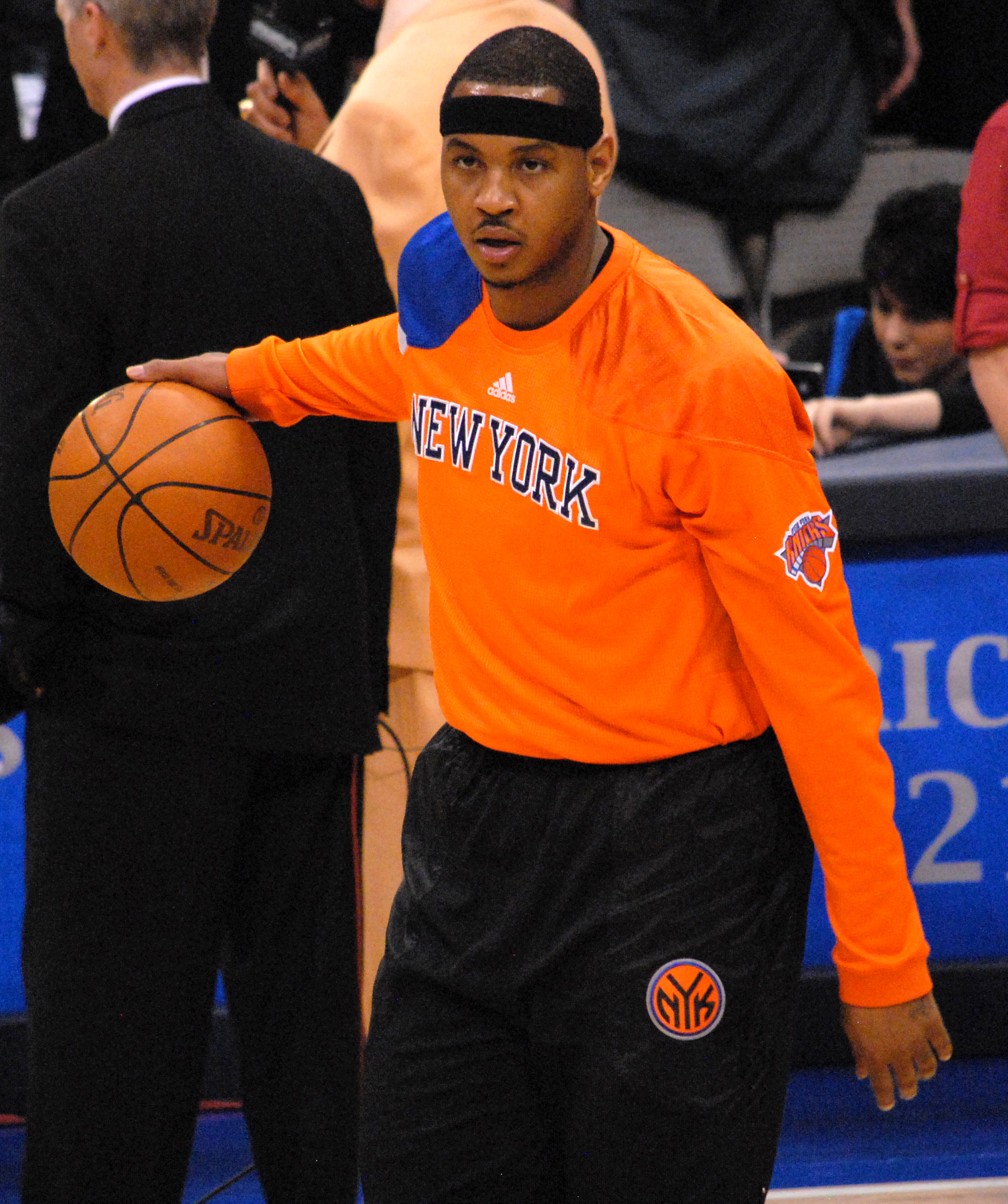
Carmelo Anthony nel 2012 durante un allenamento coi Knicks.

Il 21 febbraio 2011 i New York Knicks cedono ai Denver Nuggets Danilo Gallinari, Raymond Felton, Wilson Chandler, Timofej Mozgov, tre milioni di dollari cash e tre scelte nei prossimi draft in cambio di Carmelo Anthony, Chauncey Billups, Anthony Carter, Shelden Williams e Renaldo Balkman. Ai Knicks Anthony sceglie di indossare la casacca n. 7, essendo il suo n. 15 ritirato in onore di Earl Monroe e Dick McGuire.
Pur con ottime prestazioni, l'avventura di Anthony nei Playoff 2011 si chiude al primo turno contro Boston. Viene inserito nel quintetto base della NBA Eastern Conference per l'edizione 2012 dell'NBA All-Star Game.
La stagione 2011-12 per Anthony inizia nel peggiore dei modi: i New York Knicks senza di lui registrano una striscia di sette vittorie consecutive grazie all'esplosione di Jeremy Lin, ma al suo rientro il record della squadra precipita a due vinte e dieci perse. I continui malumori con il coach Mike D'Antoni costringeranno quest'ultimo a dare le dimissioni. Dopo aver disputato un buon finale di stagione, i suoi Knicks perderanno al primo turno dei Play off per mano dei Miami Heat di LeBron James. Alla fine sarà proprio la star degli Heat ad impartire una dura lezione difensiva proprio ai danni di Anthony, con quest'ultimo capace di 41 punti in gara-4.
Il 17 febbraio 2013 prende parte all'All-Star Game a Houston partendo in quintetto base. Sarà il migliore della Eastern, mettendo a referto una doppia doppia da 26 punti e 12 rimbalzi. Il 2 aprile 2013 contro i Miami Heat pareggia per la terza volta il suo carrer-high di 50 punti. Conclude la regular season vincendo il titolo di miglior marcatore NBA con 28,7 punti di media, con 6,9 rimbalzi e 2,6 assist in 37,0 minuti a partita. Finisce inoltre secondo nella corsa al premio di MVP, dietro a LeBron James. All'esordio ai Playoffs, contro i Boston Celtics, contribuisce notevolmente alla vittoria (78-85), con 36 punti, 6 rimbalzi e 4 palle rubate. I Knicks passano il turno, venendo però eliminati successivamente da Indiana per 4-2, con Anthony che ha tenuto delle percentuali negative al tiro durante la serie.

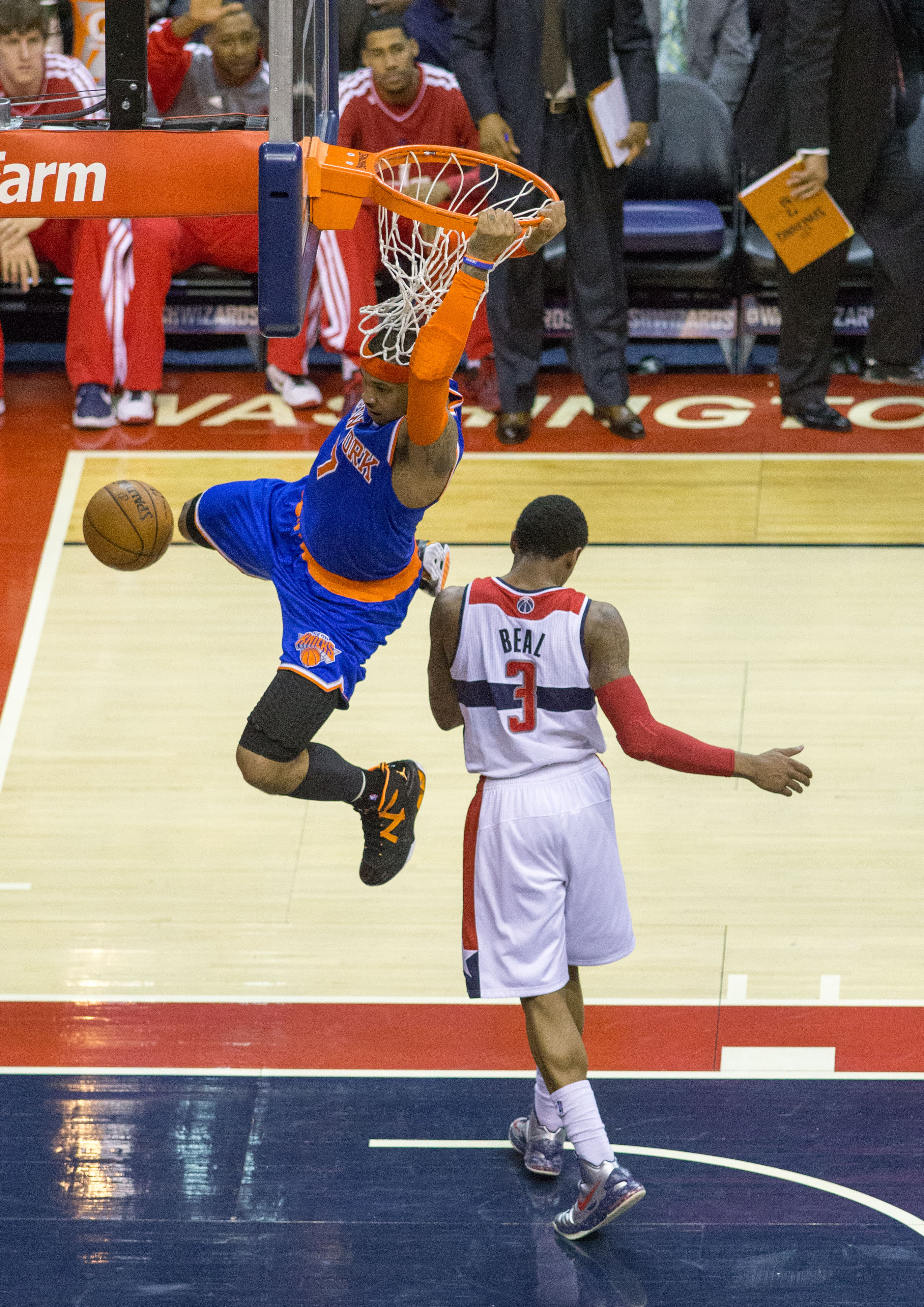
Anthony mentre schiaccia su Bradley Beal nel 2013

#### 2013-2017: stagioni negative e la richiesta di trade
Il 24 gennaio 2014 realizza il suo nuovo career-high con 62 punti segnati contro i Bobcats. La sua prestazione infrange sia il record di punti messi a segno al Madison Square Garden di New York, fino ad allora appartenuto a Kobe Bryant con 61 punti, sia il record di franchigia dei Knicks di 60 punti che era detenuto da Bernard King. A fine anno i Knicks non si qualificano ai playoff, prima volta che Anthony non li raggiunge nella sua carriera.
Il 23 giugno 2014 decide di esercitare una clausola per uscire dal suo contratto con i Knicks. Il successivo 13 luglio rinnova però con i Knicks, firmando un contratto quinquennale a 129 milioni di dollari. Anthony gioca l'All-star game e, in trenta minuti giocati realizza 14 punti. Dopo il weekend delle stelle Anthony si opera e conclude così una stagione con 24 punti a partita di media. I Knicks chiuderanno la stagione all'ultimo posto della Eastern Conference con un record di 17-65.
Nella stagione seguente mantiene le medie di 21,8 punti, 4,2 assist e 7,7 rimbalzi (convocato all'All Star Game) con i Knicks che chiudono con un record di 32-50, migliorando rispetto all'anno prima, ma non riuscendo comunque a qualificarsi per i Playoff.
Nella stagione 2016-2017 diventa il terzo giocatore di sempre (dopo Kareem Abdul-Jabbar e Elvin Hayes) e a segnare almeno 10 000 punti con due squadre diverse. Partecipa poi al suo decimo All Star Game, sostituendo l'infortunato Kevin Love. Per la quarta stagione consecutiva i Knicks non riescono a qualificarsi ai Playoff. Durante l'offseason rompe definitivamente con la dirigenza di New York, chiedendo uno scambio e informando della sua disponibilità a non esercitare la clausola di non-scambio in caso di trasferimento agli Houston Rockets o ai Cleveland Cavaliers.

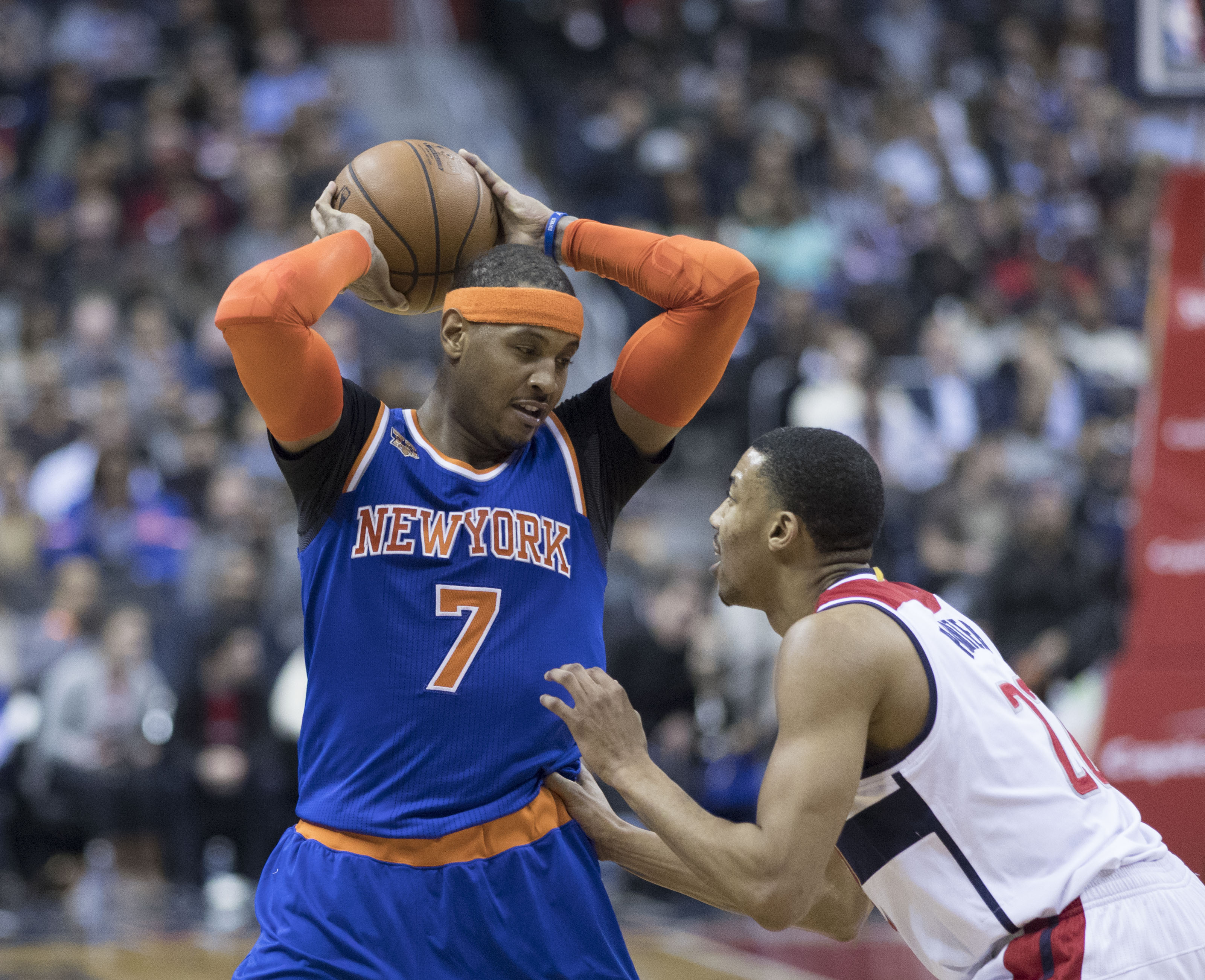
Anthony contro Otto Porter nel 2017

### Oklahoma City Thunder e Houston Rockets (2017-2019)
Il 23 settembre 2017 viene scambiato dai New York Knicks agli Oklahoma City Thunder in cambio di Enes Kanter, Doug McDermott e una seconda scelta.
Nonostante il big three formato da Russell Westbrook, Paul George, Carmelo Anthony e anche Steven Adams che dava un buon contributo nei rimbalzi e in difesa, ai playoff vengono eliminati dagli Utah Jazz del rookie Donovan Mitchell per 4-2.
Il 19 luglio 2018 viene scambiato agli Atlanta Hawks in una trade che coinvolge Dennis Schröder, Mike Muscala e una scelta protetta del 2022; tuttavia, Anthony verrà svincolato dalla franchigia della Georgia dopo 11 giorni.
Il successivo 13 agosto si accasa agli Houston Rockets, dove però non riesce mai ad essere incisivo nel sistema di gioco tanto che il 16 novembre viene messo fuori rosa; successivamente viene scambiato ai Chicago Bulls il 22 gennaio 2019 dopo aver giocato solo 10 gare con la franchigia texana. La sua permanenza a Chicago dura pochissimo in quanto il 2 febbraio, senza neppure avere giocato una partita, viene tagliato.

### Portland Trail Blazers (2019-2021)
Il 19 novembre 2019, Anthony firma un contratto non garantito con i Portland Trail Blazers, che provarono già a metterlo sotto contratto nelle Free Agency 2017. Fa il suo debutto il 20 novembre mettendo a segno 10 punti nella gara persa 115-104 contro i New Orleans Pelicans. Ai playoff vengono eliminati 4-1 dai futuri campioni NBA Los Angeles Lakers, dopo aver vinto gara 1.
Il 1 gennaio 2021, nella partita vinta contro i Golden State Warriors, tocca quota 26.499 punti in carriera, superando Tim Duncan e diventando il 14° miglior marcatore di tutti i tempi.
Quest'anno ai playoff vengono eliminati ai playoff al primo turno 4-2 dai Denver Nuggets.

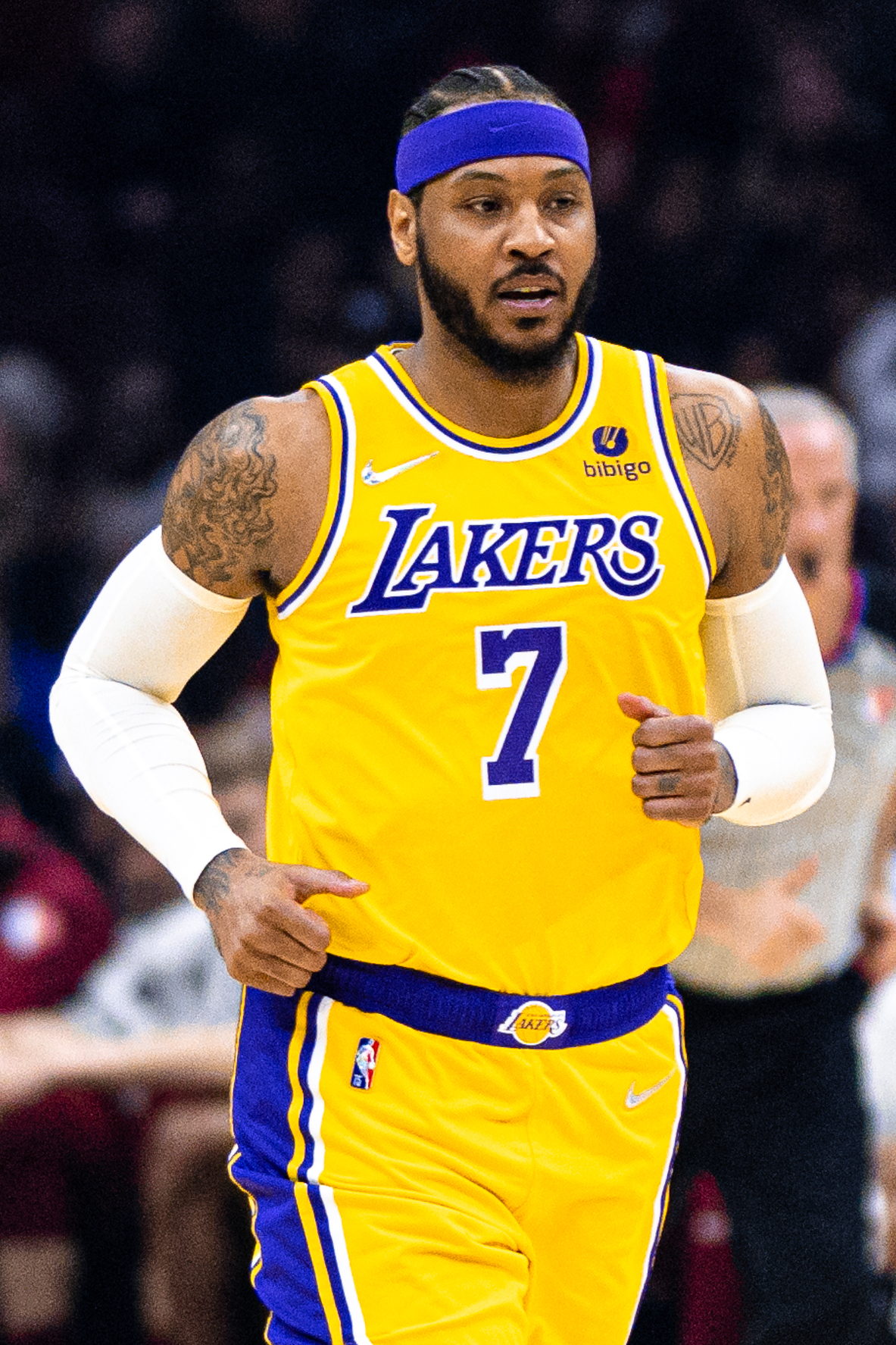
Anthony ai Lakers

### Los Angeles Lakers (2021-2022)
Il 6 agosto 2021 firma con i Los Angeles Lakers.
Complici gli infortuni delle stelle LeBron James ed Anthony Davis e le pessime prestazioni di Russell Westbrook, i gialloviola non riescono a qualificarsi per i playoff con un record di 33-49. Carmelo disputa comunque una buona stagione, chiudendo con buone percentuali al tiro e poco più di 13 punti di media, dimostrandosi un buon aiuto dalla panchina.
Inoltre, al termine della stagione, Carmelo Anthony supera Moses Malone nella classifica dei marcatori All Time nella classificandosi decimo con 28.289 punti.

### Nazionale

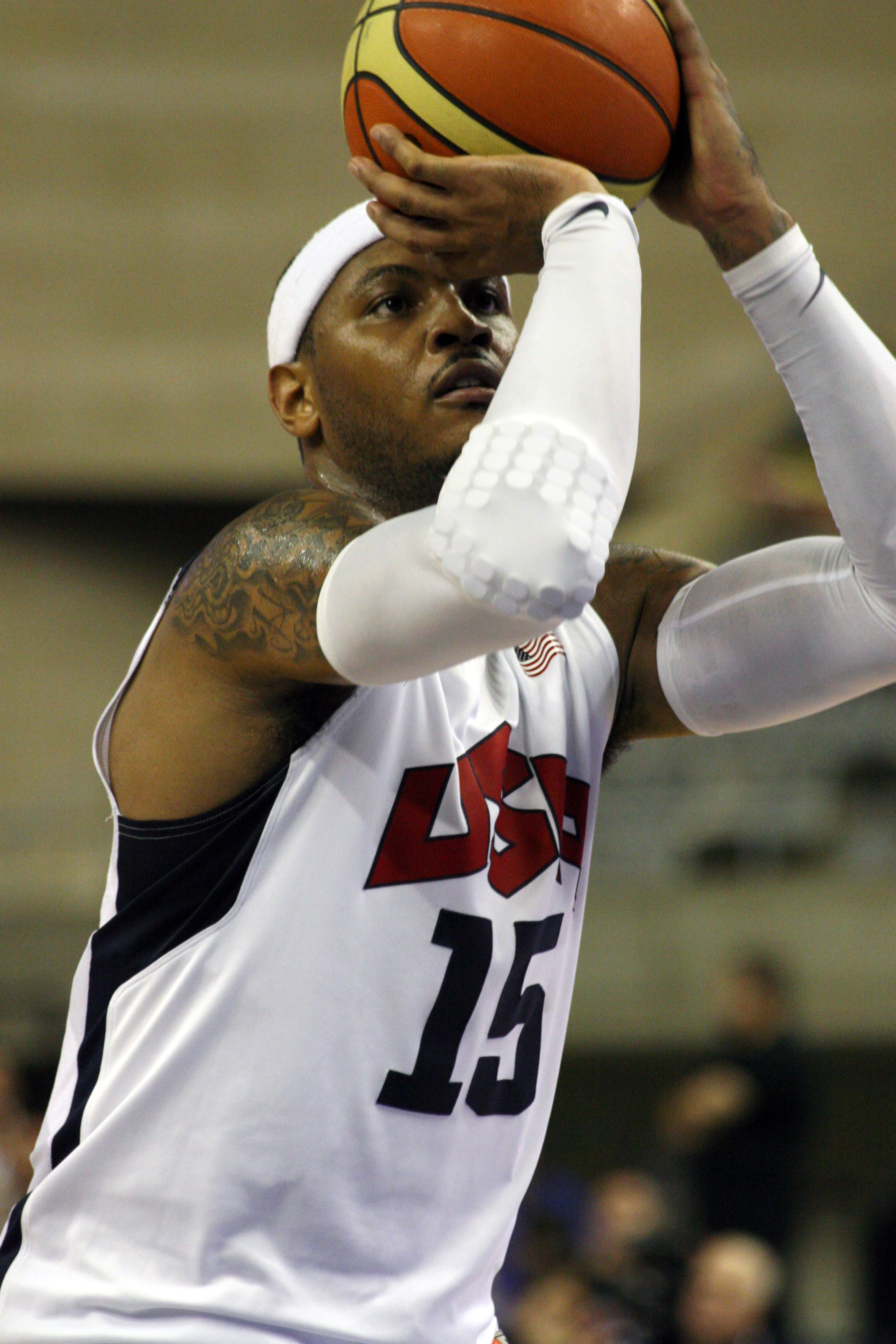

Anthony partecipa alle Olimpiadi di Atene 2004 con la nazionale americana, conquistando la medaglia di bronzo ma giocando poco e lamentandosi dello scarso minutaggio concessogli dall'allenatore Larry Brown.

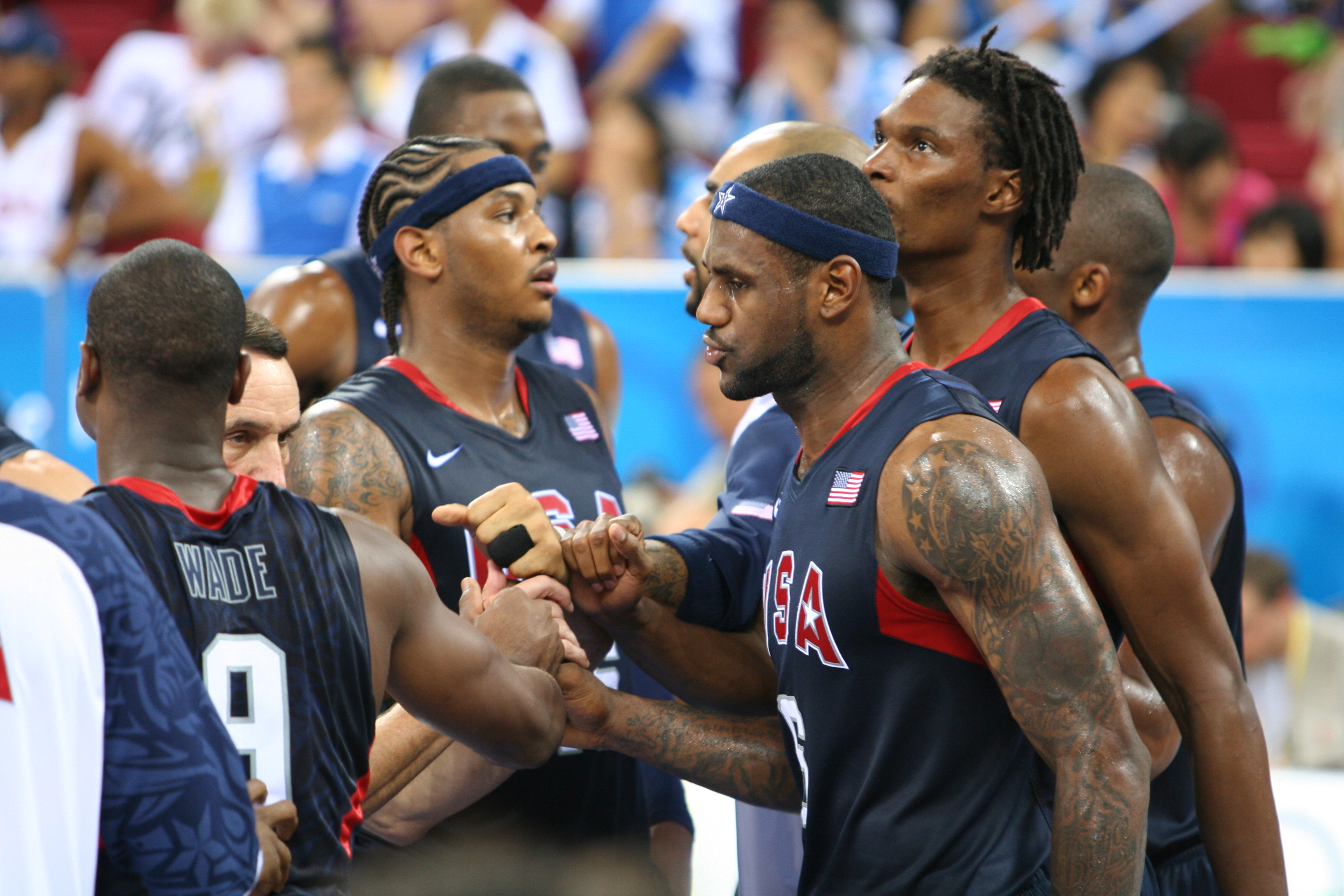
Anthony a Pechino 2008 con il 'Redeem Team'

Alle Olimpiadi di Pechino 2008 Anthony ha vinto la medaglia d'oro, diventando uno dei veri trascinatori della squadra: decisivi i suoi 21 punti in semifinale contro l'Argentina di Manu Ginobili.

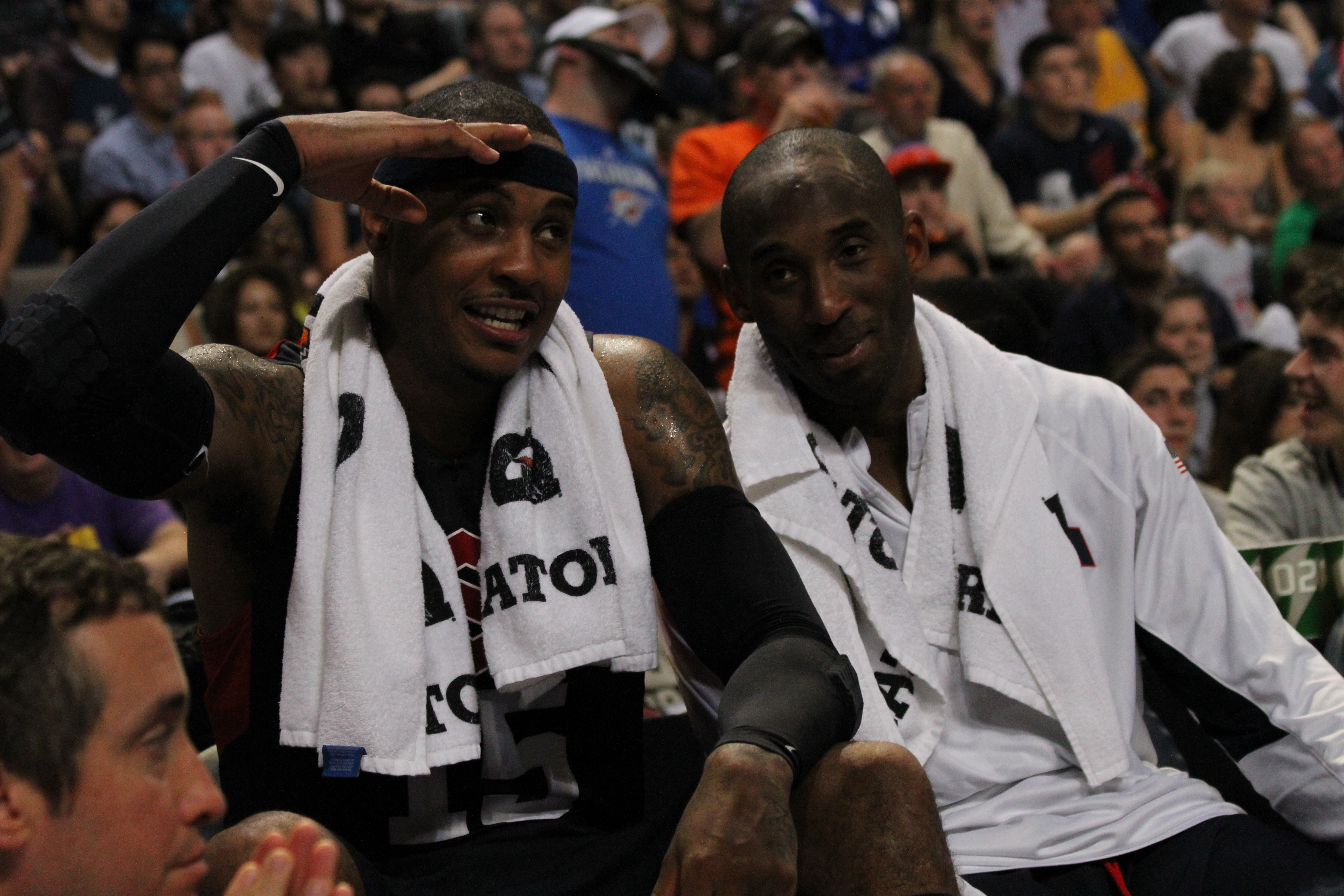
Anthony con Kobe Bryant durante le Olimpiadi di Londra 2012

Anthony viene poi convocato per le Olimpiadi di Londra 2012 dal coach Mike Krzyzewski, insieme anche al compagno di squadra Tyson Chandler. Capitato nel gruppo A, Anthony riesce ad essere top scorer di partita in tre gare su cinque contro la Tunisia (16 a pari merito con Kevin Love), contro la Nigeria (37) e contro la Lituania (20 a pari merito con LeBron James). Vince poi la medaglia d'oro battendo in finale la Spagna dei fratelli Marc e Pau Gasol per 107-100, mettendo a referto 8 punti, 5 rimbalzi e 3 assist.
Alle Olimpiadi di Rio de Janeiro 2016 mette a segno 31 punti nella sfida contro l'Australia, diventando così il miglior realizzatore della Nazionale statunitense nella rassegna, superando LeBron James, fermo a 293 punti. Vince la medaglia d'oro in finale sulla Serbia, mettendo a referto 7 punti. Con tre medaglie d'oro e una medaglia di bronzo, Anthony diventa il cestista più medagliato nella storia dei Giochi olimpici. In 72 presenze con la Nazionale (amichevoli incluse) sono 1.068 i punti realizzati, con una media di 14.8 a partita.

## Statistiche
| † | Denota le stagioni in cui ha vinto il titolo |
| * | Primo nella lega                             |

### NCAA
| Anno       | Squadra         | PG | PT | MP   | TC%  | 3P%  | TL%  | RP   | AP  | PRP | SP  | PP   |
| ---------- | --------------- | -- | -- | ---- | ---- | ---- | ---- | ---- | --- | --- | --- | ---- |
| 2002-2003† | Syracuse Orange | 35 | 35 | 36,4 | 45,3 | 33,7 | 70,6 | 10,0 | 2,2 | 1,6 | 0,9 | 22,2 |
| Carriera   | Carriera        | 35 | 35 | 36,4 | 45,3 | 33,7 | 70,6 | 10,0 | 2,2 | 1,6 | 0,9 | 22,2 |

#### Massimi in carriera
- Massimo di punti: 33 vs Texas-Austin (5 aprile 2003)[60]
- Massimo di rimbalzi: 15 (2 volte)
- Massimo di assist: 7 vs Kansas (7 aprile 2003)
- Massimo di palle rubate: 3 (8 volte)
- Massimo di stoppate: 4 vs. Seton Hall (22 gennaio 2003)
- Massimo di minuti giocati: 42 minuti vs Georgetown (1º marzo 2003)

### NBA

#### Regular season
| Anno      | Squadra             | PG   | PT   | MP    | TC%  | 3P%  | TL%  | RP  | AP  | PRP | SP  | PP    |
| --------- | ------------------- | ---- | ---- | ----- | ---- | ---- | ---- | --- | --- | --- | --- | ----- |
| 2003-2004 | Denver Nuggets      | 82   | 82   | 36,5  | 42,6 | 32,2 | 77,7 | 6,1 | 2,8 | 1,2 | 0,5 | 21,0  |
| 2004-2005 | Denver Nuggets      | 75   | 75   | 34,8  | 43,1 | 26,6 | 79,6 | 5,7 | 2,6 | 0,9 | 0,4 | 20,8  |
| 2005-2006 | Denver Nuggets      | 80   | 80   | 36,8  | 48,1 | 24,3 | 80,8 | 4,9 | 2,7 | 1,1 | 0,5 | 26,5  |
| 2006-2007 | Denver Nuggets      | 65   | 65   | 38,2  | 47,6 | 26,8 | 80,8 | 6,0 | 3,8 | 1,2 | 0,4 | 28,9  |
| 2007-2008 | Denver Nuggets      | 77   | 77   | 36,4  | 49,2 | 35,4 | 78,6 | 7,4 | 3,4 | 1,3 | 0,5 | 25,7  |
| 2008-2009 | Denver Nuggets      | 66   | 66   | 34,3  | 44,3 | 37,1 | 79,3 | 6,8 | 3,4 | 1,1 | 0,4 | 22,8  |
| 2009-2010 | Denver Nuggets      | 69   | 69   | 38,2  | 45,8 | 31,6 | 83,0 | 6,6 | 3,2 | 1,3 | 0,4 | 28,2  |
| 2010-2011 | Denver Nuggets      | 50   | 50   | 35,5  | 45,2 | 33,3 | 82,3 | 7,6 | 2,8 | 0,9 | 0,6 | 25,2  |
| 2010-2011 | N.Y. Knicks         | 27   | 27   | 36,2  | 46,1 | 42,4 | 87,2 | 6,7 | 3,0 | 0,9 | 0,6 | 26,3  |
| 2011-2012 | N.Y. Knicks         | 55   | 55   | 34,1  | 43,0 | 33,5 | 80,4 | 6,3 | 3,6 | 1,1 | 0,4 | 22,6  |
| 2012-2013 | N.Y. Knicks         | 67   | 67   | 37,0  | 44,9 | 37,9 | 83,0 | 6,9 | 2,6 | 0,8 | 0,5 | 28,7* |
| 2013-2014 | N.Y. Knicks         | 77   | 77   | 38,7* | 45,2 | 40,2 | 84,8 | 8,1 | 3,1 | 1,2 | 0,7 | 27,4  |
| 2014-2015 | N.Y. Knicks         | 40   | 40   | 35,7  | 44,4 | 34,1 | 79,7 | 6,6 | 3,1 | 1,0 | 0,4 | 24,2  |
| 2015-2016 | N.Y. Knicks         | 72   | 72   | 35,1  | 43,4 | 33,9 | 82,9 | 7,7 | 4,2 | 0,9 | 0,5 | 21,8  |
| 2016-2017 | N.Y. Knicks         | 74   | 74   | 34,3  | 43,3 | 36,0 | 83,3 | 5,9 | 2,9 | 0,8 | 0,4 | 22,4  |
| 2017-2018 | Oklahoma Thunder    | 78   | 78   | 32,1  | 40,4 | 35,7 | 76,7 | 5,8 | 1,3 | 0,6 | 0,6 | 16,2  |
| 2018-2019 | Houston Rockets     | 10   | 2    | 29,4  | 40,5 | 32,8 | 68,2 | 5,4 | 0,5 | 0,4 | 0,7 | 13,4  |
| 2019-2020 | Portland T. Blazers | 58   | 58   | 32,8  | 43,0 | 38,5 | 84,5 | 6,3 | 1,5 | 0,8 | 0,5 | 15,4  |
| 2020-2021 | Portland T. Blazers | 69   | 3    | 24,5  | 42,1 | 40,9 | 89,0 | 3,1 | 1,5 | 0,7 | 0,6 | 13,4  |
| 2021-2022 | L.A. Lakers         | 69   | 3    | 26,0  | 44,1 | 37,5 | 83,0 | 4,2 | 1,0 | 0,7 | 0,8 | 13,3  |
| Carriera  | Carriera            | 1260 | 1120 | 34,5  | 44,7 | 35,5 | 81,4 | 6,2 | 2,7 | 1,0 | 0,5 | 22,5  |
| All-Star  | All-Star            | 10   | 8    | 26,2  | 50,7 | 32,7 | 72,7 | 7,5 | 1,1 | 0,5 | 0,3 | 18,5  |

#### Play-off
| Anno     | Squadra             | PG | PT | MP   | TC%  | 3P%  | TL%  | RP   | AP  | PRP | SP  | PP   |
| -------- | ------------------- | -- | -- | ---- | ---- | ---- | ---- | ---- | --- | --- | --- | ---- |
| 2004     | Denver Nuggets      | 4  | 4  | 35,8 | 32,8 | 18,2 | 80,0 | 8,3  | 2,8 | 1,3 | 0,0 | 15,0 |
| 2005     | Denver Nuggets      | 5  | 5  | 36,0 | 42,2 | 0,0  | 81,3 | 5,4  | 2,0 | 0,6 | 0,2 | 19,2 |
| 2006     | Denver Nuggets      | 5  | 5  | 38,6 | 33,3 | 0,0  | 75,0 | 6,6  | 2,8 | 0,8 | 0,2 | 21,0 |
| 2007     | Denver Nuggets      | 5  | 5  | 42,0 | 48,0 | 50,0 | 79,5 | 8,6  | 1,2 | 1,0 | 0,0 | 26,8 |
| 2008     | Denver Nuggets      | 4  | 4  | 36,5 | 36,4 | 25,0 | 82,8 | 9,5  | 2,0 | 0,5 | 0,3 | 22,5 |
| 2009     | Denver Nuggets      | 16 | 16 | 38,3 | 45,3 | 36,4 | 82,6 | 5,8  | 4,1 | 1,8 | 0,6 | 27,2 |
| 2010     | Denver Nuggets      | 6  | 6  | 42,3 | 46,4 | 31,6 | 87,7 | 8,5  | 3,3 | 2,0 | 0,5 | 30,7 |
| 2011     | N.Y. Knicks         | 4  | 4  | 39,0 | 37,5 | 34,6 | 85,3 | 10,3 | 4,8 | 1,3 | 0,8 | 26,0 |
| 2012     | N.Y. Knicks         | 5  | 5  | 40,8 | 41,9 | 22,2 | 75,6 | 8,2  | 2,2 | 1,2 | 0,2 | 27,8 |
| 2013     | N.Y. Knicks         | 12 | 12 | 40,1 | 40,6 | 29,8 | 88,5 | 6,6  | 1,6 | 1,1 | 0,2 | 28,8 |
| 2018     | Oklahoma Thunder    | 6  | 6  | 32,3 | 37,5 | 21,4 | 73,3 | 5,7  | 0,3 | 1,8 | 0,7 | 11,8 |
| 2020     | Portland T. Blazers | 5  | 5  | 35,2 | 41,2 | 42,1 | 85,7 | 5,0  | 2,0 | 1,0 | 0,4 | 15,2 |
| 2021     | Portland T. Blazers | 6  | 0  | 23,8 | 41,7 | 37,8 | 90,9 | 3,2  | 1,5 | 0,3 | 0,2 | 12,3 |
| Carriera | Carriera            | 83 | 77 | 37,3 | 41,4 | 32,4 | 82,6 | 6,7  | 2,5 | 1,2 | 0,3 | 23,1 |

#### Massimi in carriera
- Massimo di punti: 62 vs Charlotte Bobcats (24 gennaio 2014)[61]
- Massimo di rimbalzi: 22 vs Phoenix Suns (15 novembre 2010)
- Massimo di assist: 11 vs Oklahoma City Thunder (4 febbraio 2009)
- Massimo di palle rubate: 6 vs. Chicago Bulls (31 ottobre 2013)
- Massimo di stoppate: 4 (3 volte)
- Massimo di minuti giocati: 55 minuti vs Milwaukee Bucks (18 dicembre 2013)

### Cronologia presenze e punti in Nazionale
| Cronologia completa delle presenze e dei punti in Nazionale - Stati Uniti | Cronologia completa delle presenze e dei punti in Nazionale - Stati Uniti | Cronologia completa delle presenze e dei punti in Nazionale - Stati Uniti | Cronologia completa delle presenze e dei punti in Nazionale - Stati Uniti | Cronologia completa delle presenze e dei punti in Nazionale - Stati Uniti | Cronologia completa delle presenze e dei punti in Nazionale - Stati Uniti | Cronologia completa delle presenze e dei punti in Nazionale - Stati Uniti | Cronologia completa delle presenze e dei punti in Nazionale - Stati Uniti |
| Data                                                                      | Città                                                                     | In casa                                                                   | Risultato                                                                 | Ospiti                                                                    | Competizione                                                              | Punti                                                                     | Note                                                                      |
| ------------------------------------------------------------------------- | ------------------------------------------------------------------------- | ------------------------------------------------------------------------- | ------------------------------------------------------------------------- | ------------------------------------------------------------------------- | ------------------------------------------------------------------------- | ------------------------------------------------------------------------- | ------------------------------------------------------------------------- |
| 3-8-2004                                                                  | Colonia                                                                   | Italia                                                                    | 95 - 78                                                                   | Stati Uniti                                                               | Amichevole                                                                | 19                                                                        | [ 62 ]                                                                    |
| 4-8-2004                                                                  | Colonia                                                                   | Germania                                                                  | 77 - 80                                                                   | Stati Uniti                                                               | Amichevole                                                                | 19                                                                        | [ 63 ]                                                                    |
| 6-8-2004                                                                  | Belgrado                                                                  | Serbia e Montenegro                                                       | 60 - 78                                                                   | Stati Uniti                                                               | Amichevole                                                                | n.d.                                                                      | [ 64 ]                                                                    |
| 15-8-2004                                                                 | Atene                                                                     | Porto Rico                                                                | 92 - 73                                                                   | Stati Uniti                                                               | Olimpiadi 2004 - Fase a gironi                                            | 0                                                                         |                                                                           |
| 17-8-2004                                                                 | Atene                                                                     | Stati Uniti                                                               | 77 - 71                                                                   | Grecia                                                                    | Olimpiadi 2004 - Fase a gironi                                            | 0                                                                         |                                                                           |
| 19-8-2004                                                                 | Atene                                                                     | Stati Uniti                                                               | 89 - 79                                                                   | Australia                                                                 | Olimpiadi 2004 - Fase a gironi                                            | 0                                                                         |                                                                           |
| 21-8-2004                                                                 | Atene                                                                     | Lituania                                                                  | 94 - 90                                                                   | Stati Uniti                                                               | Olimpiadi 2004 - Fase a gironi                                            | 16                                                                        |                                                                           |
| 23-8-2004                                                                 | Atene                                                                     | Stati Uniti                                                               | 89 - 53                                                                   | Angola                                                                    | Olimpiadi 2004 - Fase a gironi                                            | 6                                                                         |                                                                           |
| 26-8-2004                                                                 | Atene                                                                     | Spagna                                                                    | 94 - 102                                                                  | Stati Uniti                                                               | Olimpiadi 2004 - Quarti di finale                                         | 3                                                                         |                                                                           |
| 28-8-2004                                                                 | Atene                                                                     | Lituania                                                                  | 95 - 104                                                                  | Stati Uniti                                                               | Olimpiadi 2004 - Finale 3º posto                                          | 6                                                                         |                                                                           |
| 3-8-2006                                                                  | Las Vegas                                                                 | Stati Uniti                                                               | 114 - 69                                                                  | Porto Rico                                                                | Amichevole                                                                | 18                                                                        | [ 65 ]                                                                    |
| 7-8-2006                                                                  | Canton                                                                    | Cina                                                                      | 73 - 113                                                                  | Stati Uniti                                                               | Amichevole                                                                | 18                                                                        | [ 66 ]                                                                    |
| 8-8-2006                                                                  | Canton                                                                    | Brasile                                                                   | 86 - 90                                                                   | Stati Uniti                                                               | Amichevole                                                                | 16                                                                        | [ 67 ]                                                                    |
| 13-8-2006                                                                 | Seul                                                                      | Lituania                                                                  | 88 - 111                                                                  | Stati Uniti                                                               | Amichevole                                                                | 19                                                                        | [ 68 ]                                                                    |
| 15-8-2006                                                                 | Seul                                                                      | Corea del Sud                                                             | 63 - 113                                                                  | Stati Uniti                                                               | Amichevole                                                                | 13                                                                        | [ 69 ]                                                                    |
| 19-8-2006                                                                 | Sapporo                                                                   | Porto Rico                                                                | 100 - 111                                                                 | Stati Uniti                                                               | Mondiali 2006 - Fase a gironi                                             | 21                                                                        |                                                                           |
| 20-8-2006                                                                 | Sapporo                                                                   | Stati Uniti                                                               | 121 - 90                                                                  | Cina                                                                      | Mondiali 2006 - Fase a gironi                                             | 16                                                                        |                                                                           |
| 22-8-2006                                                                 | Sapporo                                                                   | Slovenia                                                                  | 95 - 114                                                                  | Stati Uniti                                                               | Mondiali 2006 - Fase a gironi                                             | 14                                                                        |                                                                           |
| 23-8-2006                                                                 | Sapporo                                                                   | Stati Uniti                                                               | 94 - 85                                                                   | Italia                                                                    | Mondiali 2006 - Fase a gironi                                             | 35                                                                        |                                                                           |
| 24-8-2006                                                                 | Sapporo                                                                   | Stati Uniti                                                               | 103 - 58                                                                  | Senegal                                                                   | Mondiali 2006 - Fase a gironi                                             | 12                                                                        |                                                                           |
| 26-8-2006                                                                 | Saitama                                                                   | Stati Uniti                                                               | 113 - 73                                                                  | Australia                                                                 | Mondiali 2006 - Ottavi di finale                                          | 20                                                                        |                                                                           |
| 30-8-2006                                                                 | Saitama                                                                   | Stati Uniti                                                               | 85 - 65                                                                   | Germania                                                                  | Mondiali 2006 - Quarti di finale                                          | 19                                                                        |                                                                           |
| 1-9-2006                                                                  | Saitama                                                                   | Grecia                                                                    | 101 - 95                                                                  | Stati Uniti                                                               | Mondiali 2006 - Semifinale                                                | 27                                                                        |                                                                           |
| 2-9-2006                                                                  | Saitama                                                                   | Stati Uniti                                                               | 96 - 81                                                                   | Argentina                                                                 | Mondiali 2006 - Finale 3º posto                                           | 15                                                                        |                                                                           |
| 22-7-2007                                                                 | Las Vegas                                                                 | Stati Uniti                                                               | 104 - 105                                                                 | Stati Uniti                                                               | Amichevole                                                                | 13                                                                        | [ 70 ]                                                                    |
| 22-8-2007                                                                 | Las Vegas                                                                 | Stati Uniti                                                               | 112 - 69                                                                  | Venezuela                                                                 | Americas Ch'ship 2007 - 1º turno                                          | 17                                                                        |                                                                           |
| 23-8-2007                                                                 | Las Vegas                                                                 | Stati Uniti                                                               | 123 - 59                                                                  | Isole Vergini Americane                                                   | Americas Ch'ship 2007 - 1º turno                                          | 22                                                                        |                                                                           |
| 25-8-2007                                                                 | Las Vegas                                                                 | Stati Uniti                                                               | 113 - 63                                                                  | Canada                                                                    | Americas Ch'ship 2007 - 1º turno                                          | 25                                                                        |                                                                           |
| 26-8-2007                                                                 | Las Vegas                                                                 | Stati Uniti                                                               | 113 - 76                                                                  | Brasile                                                                   | Americas Ch'ship 2007 - 2º turno                                          | 21                                                                        |                                                                           |
| 27-8-2007                                                                 | Las Vegas                                                                 | Stati Uniti                                                               | 127 - 100                                                                 | Messico                                                                   | Americas Ch'ship 2007 - 2º turno                                          | 28                                                                        |                                                                           |
| 28-8-2007                                                                 | Las Vegas                                                                 | Stati Uniti                                                               | 117 - 78                                                                  | Porto Rico                                                                | Americas Ch'ship 2007 - 2º turno                                          | 17                                                                        |                                                                           |
| 30-8-2007                                                                 | Las Vegas                                                                 | Stati Uniti                                                               | 91 - 76                                                                   | Argentina                                                                 | Americas Ch'ship 2007 - 2º turno                                          | 18                                                                        |                                                                           |
| 1-9-2007                                                                  | Las Vegas                                                                 | Stati Uniti                                                               | 135 - 91                                                                  | Porto Rico                                                                | Americas Ch'ship 2007 - Semifinale                                        | 27                                                                        |                                                                           |
| 2-9-2007                                                                  | Las Vegas                                                                 | Stati Uniti                                                               | 118 - 81                                                                  | Argentina                                                                 | Americas Ch'ship 2007 - Finale                                            | 16                                                                        |                                                                           |
| 25-7-2008                                                                 | Las Vegas                                                                 | Stati Uniti                                                               | 120 - 65                                                                  | Canada                                                                    | Amichevole                                                                | 20                                                                        | [ 71 ]                                                                    |
| 31-7-2008                                                                 | Macao                                                                     | Stati Uniti                                                               | 114 - 82                                                                  | Turchia                                                                   | Amichevole                                                                | 17                                                                        | [ 72 ]                                                                    |
| 1-8-2008                                                                  | Macao                                                                     | Stati Uniti                                                               | 120 - 84                                                                  | Lituania                                                                  | Amichevole                                                                | 16                                                                        | [ 73 ]                                                                    |
| 3-8-2008                                                                  | Shanghai                                                                  | Stati Uniti                                                               | 89 - 68                                                                   | Russia                                                                    | Amichevole                                                                | 17                                                                        | [ 74 ]                                                                    |
| 5-8-2008                                                                  | Shanghai                                                                  | Stati Uniti                                                               | 87 - 76                                                                   | Australia                                                                 | Amichevole                                                                | 12                                                                        | [ 75 ]                                                                    |
| 10-8-2008                                                                 | Pechino                                                                   | Cina                                                                      | 70 - 101                                                                  | Stati Uniti                                                               | Olimpiadi 2008 - Fase a gironi                                            | 3                                                                         |                                                                           |
| 12-8-2008                                                                 | Pechino                                                                   | Angola                                                                    | 76 - 97                                                                   | Stati Uniti                                                               | Olimpiadi 2008 - Fase a gironi                                            | 12                                                                        |                                                                           |
| 14-8-2008                                                                 | Pechino                                                                   | Stati Uniti                                                               | 92 - 69                                                                   | Grecia                                                                    | Olimpiadi 2008 - Fase a gironi                                            | 8                                                                         |                                                                           |
| 16-8-2008                                                                 | Pechino                                                                   | Spagna                                                                    | 82 - 119                                                                  | Stati Uniti                                                               | Olimpiadi 2008 - Fase a gironi                                            | 16                                                                        |                                                                           |
| 18-8-2008                                                                 | Pechino                                                                   | Stati Uniti                                                               | 106 - 57                                                                  | Germania                                                                  | Olimpiadi 2008 - Fase a gironi                                            | 4                                                                         |                                                                           |
| 20-8-2008                                                                 | Pechino                                                                   | Stati Uniti                                                               | 116 - 85                                                                  | Australia                                                                 | Olimpiadi 2008 - Quarti di finale                                         | 15                                                                        |                                                                           |
| 22-8-2008                                                                 | Pechino                                                                   | Argentina                                                                 | 81 - 101                                                                  | Stati Uniti                                                               | Olimpiadi 2008 - Semifinale                                               | 21                                                                        |                                                                           |
| 24-8-2008                                                                 | Pechino                                                                   | Spagna                                                                    | 107 - 118                                                                 | Stati Uniti                                                               | Olimpiadi 2008 - Finale                                                   | 13                                                                        |                                                                           |
| 12-7-2012                                                                 | Las Vegas                                                                 | Stati Uniti                                                               | 113 - 59                                                                  | Rep. Dominicana                                                           | Amichevole                                                                | 13                                                                        | [ 76 ]                                                                    |
| 16-7-2012                                                                 | Washington                                                                | Brasile                                                                   | 69 - 80                                                                   | Stati Uniti                                                               | Amichevole                                                                | 3                                                                         | [ 77 ]                                                                    |
| 19-7-2012                                                                 | Manchester                                                                | Gran Bretagna                                                             | 78 - 118                                                                  | Stati Uniti                                                               | Amichevole                                                                | 19                                                                        | [ 78 ]                                                                    |
| 22-7-2012                                                                 | Barcellona                                                                | Argentina                                                                 | 80 - 86                                                                   | Stati Uniti                                                               | Amichevole                                                                | 4                                                                         | [ 79 ]                                                                    |
| 24-7-2012                                                                 | Barcellona                                                                | Spagna                                                                    | 78 - 100                                                                  | Stati Uniti                                                               | Amichevole                                                                | 27                                                                        | [ 80 ]                                                                    |
| 29-7-2012                                                                 | Londra                                                                    | Stati Uniti                                                               | 98 - 71                                                                   | Francia                                                                   | Olimpiadi 2012 - Fase a gironi                                            | 9                                                                         |                                                                           |
| 31-7-2012                                                                 | Londra                                                                    | Tunisia                                                                   | 63 - 110                                                                  | Stati Uniti                                                               | Olimpiadi 2012 - Fase a gironi                                            | 16                                                                        |                                                                           |
| 2-8-2012                                                                  | Londra                                                                    | Stati Uniti                                                               | 156 - 73                                                                  | Nigeria                                                                   | Olimpiadi 2012 - Fase a gironi                                            | 37                                                                        |                                                                           |
| 4-8-2012                                                                  | Londra                                                                    | Lituania                                                                  | 94 - 99                                                                   | Stati Uniti                                                               | Olimpiadi 2012 - Fase a gironi                                            | 20                                                                        |                                                                           |
| 6-8-2012                                                                  | Londra                                                                    | Argentina                                                                 | 97 - 126                                                                  | Stati Uniti                                                               | Olimpiadi 2012 - Fase a gironi                                            | 5                                                                         |                                                                           |
| 8-8-2012                                                                  | Londra                                                                    | Stati Uniti                                                               | 119 - 86                                                                  | Australia                                                                 | Olimpiadi 2012 - Quarti di finale                                         | 17                                                                        |                                                                           |
| 10-8-2012                                                                 | Londra                                                                    | Argentina                                                                 | 83 - 109                                                                  | Stati Uniti                                                               | Olimpiadi 2012 - Semifinale                                               | 18                                                                        |                                                                           |
| 12-8-2012                                                                 | Londra                                                                    | Stati Uniti                                                               | 107 - 100                                                                 | Spagna                                                                    | Olimpiadi 2012 - Finale                                                   | 8                                                                         |                                                                           |
| 22-7-2016                                                                 | Las Vegas                                                                 | Stati Uniti                                                               | 111 - 74                                                                  | Argentina                                                                 | Amichevole                                                                | 17                                                                        | [ 81 ]                                                                    |
| 24-7-2016                                                                 | Los Angeles                                                               | Stati Uniti                                                               | 106 - 57                                                                  | Cina                                                                      | Amichevole                                                                | 5                                                                         | [ 82 ]                                                                    |
| 26-7-2016                                                                 | Oakland                                                                   | Stati Uniti                                                               | 107 - 57                                                                  | Cina                                                                      | Amichevole                                                                | 20                                                                        | [ 83 ]                                                                    |
| 29-7-2016                                                                 | Chicago                                                                   | Stati Uniti                                                               | 80 - 45                                                                   | Venezuela                                                                 | Amichevole                                                                | 7                                                                         | [ 84 ]                                                                    |
| 1-8-2016                                                                  | Houston                                                                   | Stati Uniti                                                               | 106 - 57                                                                  | Nigeria                                                                   | Amichevole                                                                | 19                                                                        | [ 85 ]                                                                    |
| 6-8-2016                                                                  | Rio de Janeiro                                                            | Stati Uniti                                                               | 119 - 62                                                                  | Cina                                                                      | Olimpiadi 2016 - Fase a gironi                                            | 9                                                                         |                                                                           |
| 8-8-2016                                                                  | Rio de Janeiro                                                            | Stati Uniti                                                               | 113 - 69                                                                  | Venezuela                                                                 | Olimpiadi 2016 - Fase a gironi                                            | 14                                                                        |                                                                           |
| 10-8-2016                                                                 | Rio de Janeiro                                                            | Australia                                                                 | 88 - 98                                                                   | Stati Uniti                                                               | Olimpiadi 2016 - Fase a gironi                                            | 31                                                                        |                                                                           |
| 12-8-2016                                                                 | Rio de Janeiro                                                            | Stati Uniti                                                               | 94 - 91                                                                   | Serbia                                                                    | Olimpiadi 2016 - Fase a gironi                                            | 12                                                                        |                                                                           |
| 14-8-2016                                                                 | Rio de Janeiro                                                            | Stati Uniti                                                               | 100 - 97                                                                  | Francia                                                                   | Olimpiadi 2016 - Fase a gironi                                            | 10                                                                        |                                                                           |
| 17-8-2016                                                                 | Rio de Janeiro                                                            | Stati Uniti                                                               | 105 - 78                                                                  | Argentina                                                                 | Olimpiadi 2016 - Quarti di finale                                         | 7                                                                         |                                                                           |
| 19-8-2016                                                                 | Rio de Janeiro                                                            | Spagna                                                                    | 76 - 82                                                                   | Stati Uniti                                                               | Olimpiadi 2016 - Semifinale                                               | 7                                                                         |                                                                           |
| 21-8-2016                                                                 | Rio de Janeiro                                                            | Serbia                                                                    | 66 - 96                                                                   | Stati Uniti                                                               | Olimpiadi 2016 - Finale                                                   | 7                                                                         |                                                                           |
| Totale                                                                    |                                                                           | Presenze                                                                  | 72                                                                        |                                                                           | Punti                                                                     | 1.068                                                                     |                                                                           |

## Palmarès

### High school
- McDonald's All-American Game (2002)

### College
- Campione NCAA: 1

Syracuse Orange: 2003
- NCAA Basketball Tournament Most Outstanding Player: 2003
- NCAA AP All-America Second Team (2003)
- Big East Rookie of the Year: 2003
- All-Big East First Team: 2003
- All-Big East Rookie Team: 2003
- Big East Conference Men's Basketball Rookie of the Year: 2003
- Consensus National Freshman of the Year: 2003
- La sua maglia n. 15 è stata ritirata dalla Università di Syracuse

### NBA
- Miglior marcatore stagionale: 1

2013 (28,7 punti)
- NBA All-Rookie First Team (2004)
- Squadre All-NBA: 6

Second Team: 2010, 2013
Third Team: 2006, 2007, 2009, 2012,
- Convocazioni all'NBA All-Star Game: 10

2007, 2008, 2010, 2011, 2012, 2013, 2014, 2015, 2016, 2017
- NBA Rookie Challenge MVP (2005)
- NBA Player of the Month: 6 volte
- NBA Player of the Week: 15 volte
- NBA Rookie of the Month: 6 volte
- Colorado Sports Hall of Fame Professional Athlete of the Year: 2008
- USA Basketball Male Athlete of the Year: 2006
- Inserito nel NBA 75th Anniversary Team
- Inserito nella Naismith Memorial Basketball Hall of Fame nel 2025

### Nazionale
- Oro olimpico: 3

Pechino 2008
Londra 2012
Rio 2016
- Bronzo olimpico: 1

Atene 2004
- Bronzo ai Campionati Mondiali: 1

Giappone 2006
- Oro ai Campionati Americani: 1

Las Vegas 2007
- Membro del quintetto ideale dei Mondiali 2006
- Leader di sempre per punti segnati nel minor tempo alle Olimpiadi (37 punti in 14 minuti)
- Detiene il record per punti del Team Usa al campionato del mondo FIBA 2006 (35 punti contro l'Italia)

## Record

### NBA
- Primo giocatore della storia ad essere il top scorer della sua squadra per tutta la stagione (2013-2014)
- È uno dei quattro giocatori ad aver segnato di media almeno 20 punti, 4 rimbalzi e 2 assist in ognuna delle prime dieci stagioni NBA (gli altri tre giocatori sono Kareem Abdul-Jabbar, Oscar Robertson e LeBron James)
- Detentore del record di punti segnati in una partita da un giocatore dei New York Knicks: 62
- Detentore del record di punti segnati in una partita al Madison Square Garden : 62
- Unico giocatore nella storia della NBA a registrare 60 punti e 0 palle perse in una singola partita
- Uno dei sette giocatori NBA a registrare almeno 60 punti e 10 rimbalzi in una partita (gli altri sei giocatori sono Wilt Chamberlain, Michael Jordan, Karl Malone, David Robinson, Shaquille O'Neal e Tracy McGrady)
- Uno dei quattro giocatori a registrare nella storia della NBA almeno 60 punti al Madison Square Garden (gli altri tre giocatori sono Bernard King, Kobe Bryant e James Harden)
- Uno dei sette giocatori in grado di segnare almeno 60 punti in meno di 40 minuti (gli altri sei giocatori sono Jerry West, George Gervin, Karl Malone, Kobe Bryant, Klay Thompson e James Harden)
- Uno dei tre giocatori nella storia della NBA a registrare 10 000 punti per due franchigie (gli altri due giocatori sono Kareem Abdul-Jabbar ed Elvin Hayes)
- Dodicesimo miglior marcatore di sempre sommando ABA e NBA
- Decimo miglior marcatore di sempre NBA

## Filmografia

### Attore

#### Cinema
- Tartarughe Ninja - Fuori dall'ombra (Teenage Mutant Ninja Turtles: Out of the Shadows), regia di Dave Green (2016)[86]

#### Televisione
- Ned - Scuola di sopravvivenza - episodio 3x05 (2006)
- Law & Order - Special Victim Unit - serie TV, episodio 2x13 (2011)[87]
- Nurse Jackie - Terapia d'urto - serie TV, 2 episodi (2012)[87]
- Sons of Anarchy - serie TV, episodio 7x08 (2014)[88]

## Opere
- Carmelo Anthony e Greg Brown, Carmelo Anthony: It's Just the Beginning, Positively For Kids, 2004, ISBN 9780963465078.